# EnCore processzor

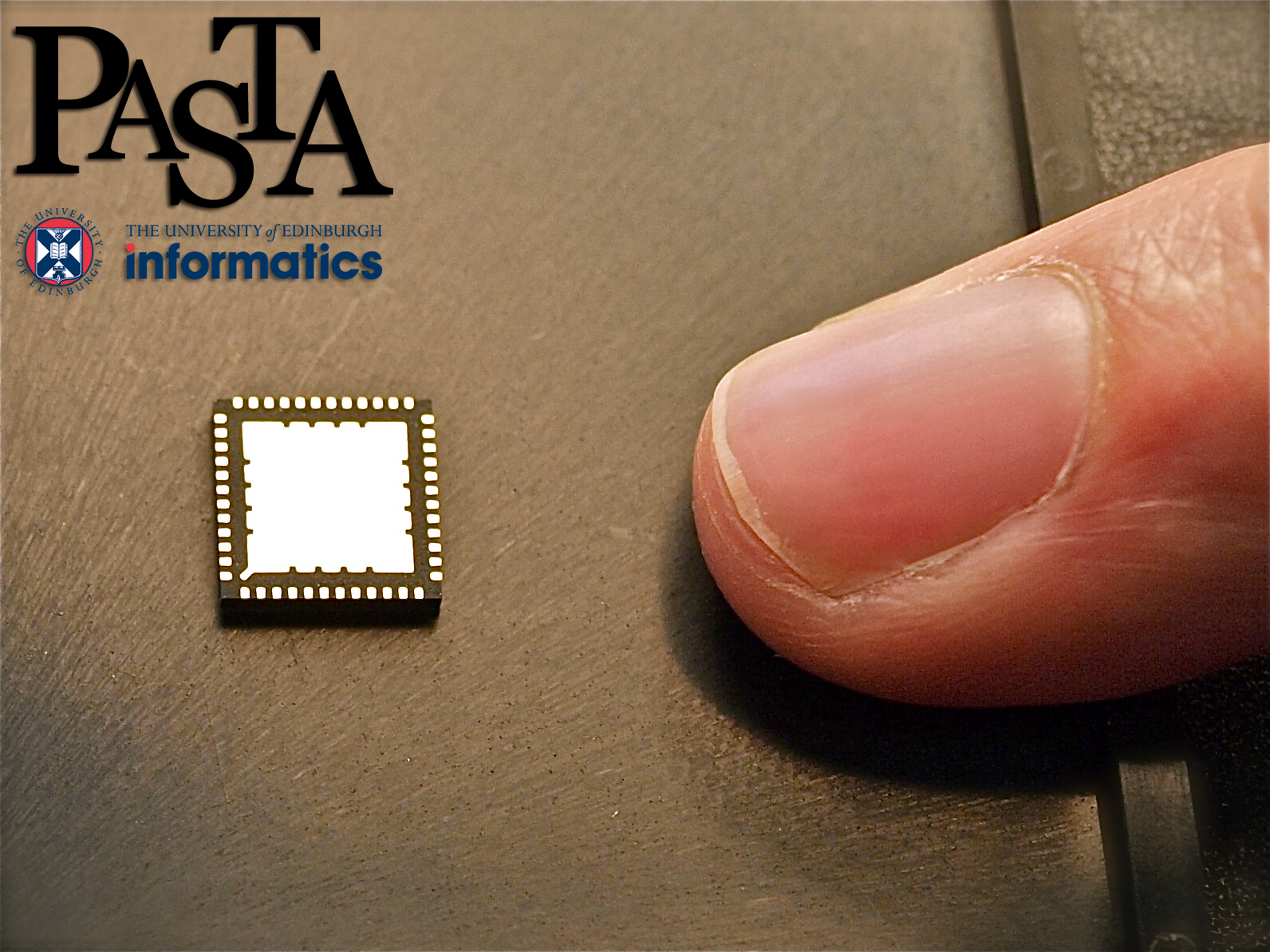
EnCore Calton vs. egy kisujj

Az EnCore mikroprocesszor család egy kompakt 32 bites RISC utasításkészlet-architektúra megvalósítása – az Edinburghi Egyetem Informatikai Iskolájában működő PASTA Research Group fejlesztése. Az EnCore mikroprocesszor család legfontosabb jellemzői a következők:
- 5 fokozatú utasítás-futószalag
- osztályában a legmagasabb működési frekvencia
- a legalacsonyabb dinamikus energiafogyasztás – a flip-flopok 99%-a automatikusan órajel-kapuzott, tipikus szintetizáló eszközöket használ
- a legtöbb nem-memória műveletnek egyciklusos latenciája van és legfeljebb egy betöltési késleltetési rés
- a gyorsítótár-architektúrák könnyű konfigurálhatósága
- kompakt alapvető utasításkészlet-architektúra (ISA), amely szabadon keverhető 16- és 32 bites kódolású utasításokat tartalmaz, ezáltal nagyobb kódsűrűség érhető el
- a 16- és 32 bites kódolású utasítások közötti átkapcsolásnak nincs többletköltsége (nem jár ciklusveszteséggel v. lassulással)

Az EnCore teszt-csipeket az Edinburgh-környéki hegyekről nevezték el, az elsőt éppen a Calton hegyről, amelyik közülük a legalacsonyabb (46 m).

## EnCore Calton

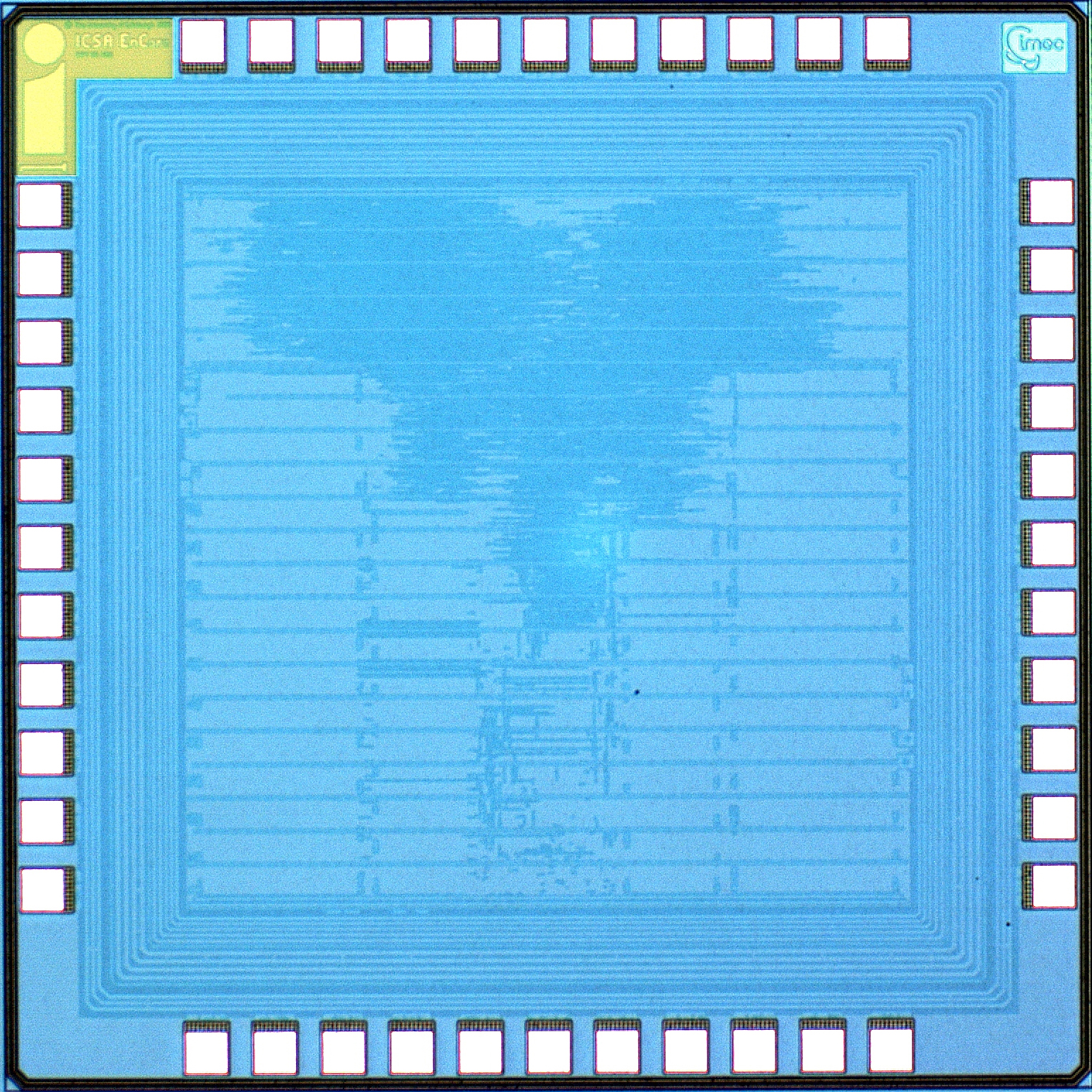
Az EnCore Calton mag mikrofotója

Az EnCore processzor első szilíciumcsipes megvalósítása a Calton kódnevű teszt-csip volt, amelyet 130 nm-es generikus CMOS eljárással készítettek, szabványos ASIC előállítási lépéseket alkalmazva (design flow).
- 130 nm-es technológiával előállított EnCore processzor, az alapkonfigurációt barrel shifter (eltolási kombinációs hálózat, gyors léptetőregiszter) és szorzóegység egészíti ki, 32 általános célú regiszterrel.
- A processzor mellett sín-interfészt és rendszerfunkciókat is tartalmaz.
- 8 KiB közvetlen leképezésű utasítás- és adat-gyorsítótárat tartalmaz.
- A teljes egylapkás rendszer 1 mm² felületű csipterületet foglal, 75%-os kitöltöttséggel.
- A csip energiafogyasztása 25 mW 250 MHz-en.
- Az első minták 375 MHz fölötti sebességeken is működtek, tipikus feszültségen és hőmérsékleten.

## EnCore Castle

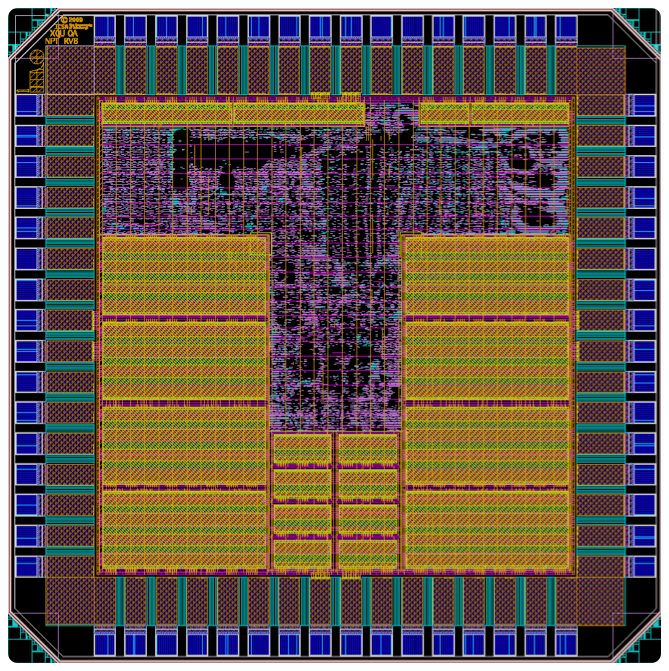
Az EnCore Castle csip elrendezése

A kiterjesztett EnCore processzor második szilíciumcsipes megvalósítása a Castle kódnevű tesztcsip volt, amelyet 90 nm-es generikus CMOS folyamattal készítettek. Ez a csip is az Edinburgh-környéki hegyek által ihletett elnevezést kapott: a Castle az a sziklaszirt, amelyen az Edinburgh-i vár épült (nem pedig Stephen King fiktív városa).
A Castle csip az EnCore processzor kiterjesztett verziója; 32 KiB 4-utas csoport-asszociatív utasítás-gyorsítótára, és szintén 32 KiB 4-utas csoport-asszociatív adat-gyorsítótára van. Kialakítása egy egylapkás rendszeren (SoC) történt, amelyben megtalálható még egy általános 32 bites memóriainterfész, a megszakítási, óra- és reset-jelek kezelői mellett.
- 90 nm-es megvalósítás, általános csipgyártó-könyvtárakon alapul, 9 fémréteget tartalmaz.
- A teljes csip 2,25 mm² lapkaterületet foglal, mérete 1,875 × 1,875 mm. Ezen rajta van az alap CPU, a konfigurálható adatfolyam-gyorsító[7] (Configurable Flow Accelerator, CFA) kiterjesztő logikája, két 32 KiB méretű gyorsítótár és a csipen kívüli interfészek.
- Tervezett üzemi feszültsége 0,9V – 1,1V között van, 2,5V LVCMOS I/O jelszinttel.
- 68 csatlakozós keramikus LCC tokozásba kerül.
- Első mintái elérték a 600 MHz-es órajelet.
- A csip energiafogyasztása 70 mW 600 MHz-en, tipikus körülmények között.
- A teljes tervezési folyamat (design flow) az RTL-től a GDSII-ig bezárólag a PASTA tervezőcsapat műve.[8] A végeredmény egy saját fejlesztésű tervezési folyamaton alapul, Synopsys Design Compiler használatával a topológiai szintézishez, és az IC Compiler-rel az automatizált place-and-route számításához.
- A kialakításban a flip-flopok több mint 97%-a automatikusan óra-kapuzott a logikai szintézis alatt.
- Az LVS és DRC ellenőrzéseket a Mentor Graphics Calibre programjával végezték.

## Fordítás
Ez a szócikk részben vagy egészben  az   EnCore Processor című angol Wikipédia-szócikk ezen változatának fordításán alapul.  Az eredeti cikk szerkesztőit annak laptörténete sorolja fel. Ez a jelzés csupán a megfogalmazás eredetét és a szerzői jogokat jelzi, nem szolgál a cikkben szereplő információk forrásmegjelöléseként.